# Оти (река)
Оти (фр. Authie) је река у Француској. Дуга је 108 km. Улива се у Ламанш. 